# Mo'allem Kalayeh
Mo'allem Kalāyeh (farsi معلم‌کلایه) è una città dello shahrestān di Qazvin, circoscrizione di Rudbar Alamut, nella provincia di Qazvin in Iran. Aveva, nel 2006, una popolazione di 2.196 abitanti. La città si trova a nord-ovest di Qazvin, in una valle dei monti Elburz famosa per i resti del castello di Alamūt.